# Alberyk I
Alberyk I (ur. w IX wieku, zm. ok. 925) – hrabia, markiz Rzymu, pierwszy mąż Marozji, wpływowej kobiety w Rzymie.

## Życiorys
W 897 roku zabił Gwidona IV ze Spoleto i ogłosił się hrabią tego miasta. Około roku 915, wżenił się w rodzinę Teofilakta, poślubiając jego starszą córkę Marozję. Miał z nią trzech synów: Alberyka II, Konstantyna, i Sergiusza. Dwa lata później został prawdopodobnie konsulem rzymskim. Został prawdopodobnie zlinczowany przez tłum, za szukanie pomocy u plądrujących miasto Węgrów, w celu utrzymania swojej władzy.
Wraz z Marozją, zapoczątkował ród Tusculum.